# Оно (Хьоґо)
Оно (яп. 小野市, Оно-ші) — місто Японії, знаходиться у регіоні Кінкі, префектура Хьоґо. Площа 92,94 км². Станом на 1 квітня 2017 року населення становить 47 316 осіб (1 березня 2021)  особи. Місто засновано 1 грудня 1954.

## Географія
Місто знаходиться на острові Хонсю. Межує з такими містами: Какоґава, Кайсай, Мікі, Като. Через місто протікають річки Тодзьогава та Какогава.

## Населення
Станом на 1 квітня 2017 року населення Оно становить 48 270 особи. Нижче приведена таблиця зміни чисельності населення міста за даними переписів Японії.

## Міста-побратими
- Ліндсей, Каліфорнія, США